# Livets teater
Livets teater es el segundo álbum de estudio del músico sueco Magnus Uggla. Fue publicado en octubre de 1976 a través de CBS Records. Uggla afirmó en octubre de 2000 que Livets teater era, en su opinión, el peor álbum que había hecho.
Livets teater fue publicado por primera vez en CD en 1989.

## Promoción
«Sommartid» fue el primer sencillo lanzado por Magnus Uggla y se convirtió en un éxito moderado, alcanzando la posición #13 en la lista de sencillos de Suecia durante la semana del 14 de agosto de 1981.

## Lista de canciones
Todas las canciones escritas y compuestas por Magnus Uggla.
Lado uno
1. «Draget» – 4:24
2. «Glittrande Sune» – 5:45
3. «Sommartid» – 4:44
4. «Två små primadonnor» – 5:33
5. «Barn av sin stad» – 7:05

Lado dos
1. «Livets teater» – 29:00

(a) «Intro»
Acto I. Den auktoritära vägen:
(b) «Den tysta dramatiken»
(c) «Dansmästaren»
(d) «Mr Strix»
Acto II. Livets teater:
(e) «Livets i toys»
(f) «Livets teater»
Acto III. Frigörelsen:
(g) «Livets maskerad»
(h) «Primalskriket»

## Posicionamiento
| Gráfica (1976)             | Pico de posición |
| -------------------------- | ---------------- |
| Suecia (Sverigetopplistan) | 27               |